# 白帶魚
為帶魚屬的一個種，分佈於全球各個大洋及河口、近海沿岸。又名鱽鱼、刀鱼、白魚、裙帶、肥帶、油帶、天竺帶魚、黃稜油帶等。分布于日本附近海域的白带鱼有时被单独分类为“日本带鱼”（Trichiurus japonicus），而中国东海的白带鱼则会被称为“东海带鱼”（Trichiurus haumela）。

## 分布
本魚分布於全球各大洋溫暖水域。 
中国黄海沿岸部分地区（如丹东、大连、青岛、日照等）。
臺灣沿海，馬祖、澎湖、小琉球、蘭嶼、綠島等海域。

## 特徵

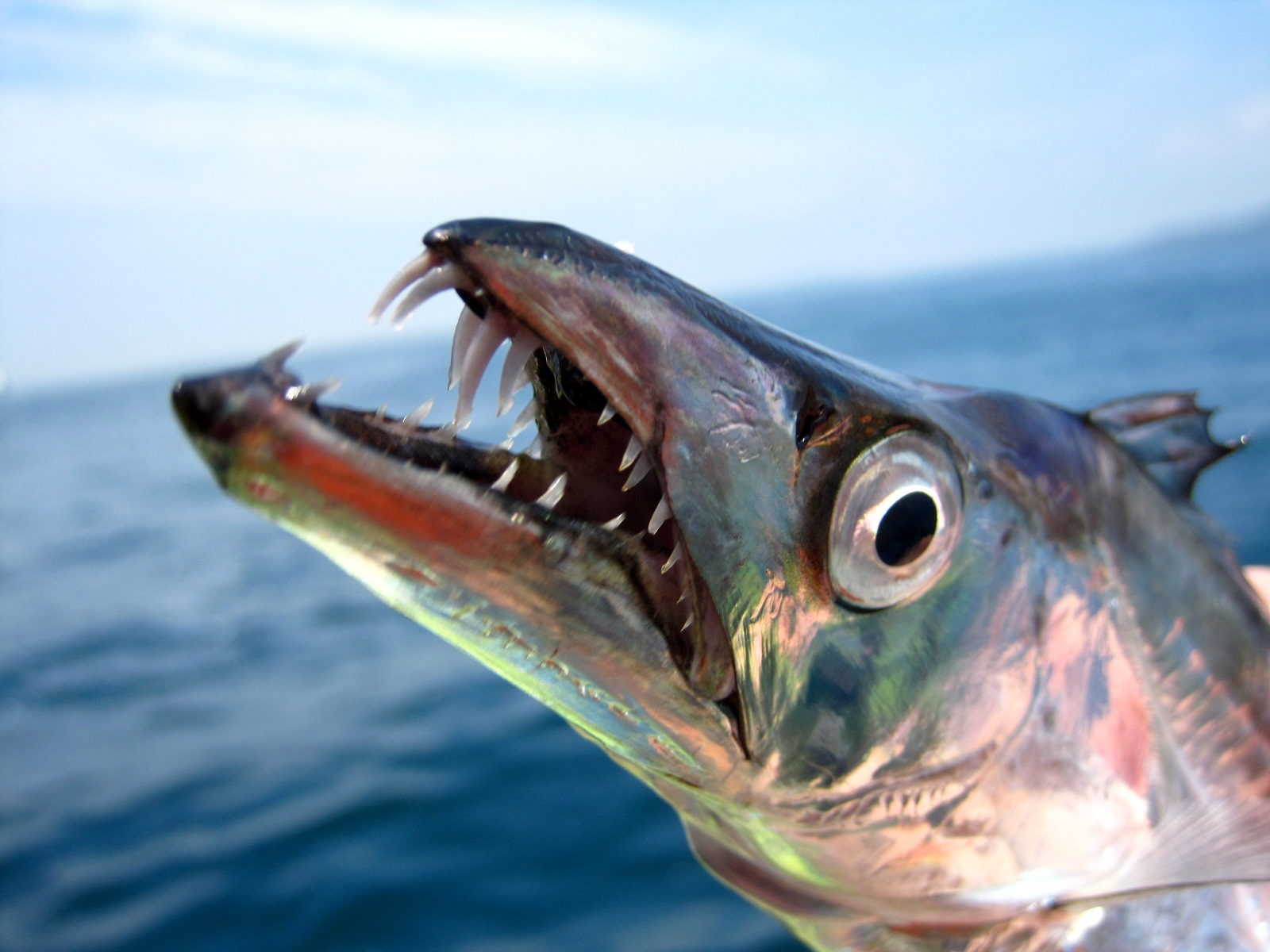
頭部

本魚體長而側扁，後方逐漸纖細而成一線，呈帶狀。無尾鰭與腹鰭，無鱗，但有明顯的側線。背鰭起於後頭部，向後延伸至尾端，無硬棘軟條之分。體呈銀白色，背面略呈暗灰色，背鰭與胸鰭呈淡白色，背鰭硬棘3枚；背鰭軟條130至135枚；臀鰭軟條100至105枚，體長可達234公分，體重可達6（13磅）。不過其長度一般為0.5至1（1.6至3.3英尺），澳大利亞的白帶魚則一般在1.5—1.8（4.9—5.9英尺）之間。

## 生態
本魚屬於外洋性洄游魚類，常在晨昏時，游近沿岸追捕小魚，喜燈火，為貪食兇猛的魚類。 

## 生物分析
- 嘌呤（普林）：魚皮銀粉（每100公克白帶魚魚皮，普林含量高達3509毫克）、魚肉（每100公克魚肉，普林含量391.6毫克）。[16]
- 甲基汞：體內，近海捕撈的平均值約0.05ppm。[16][17][18]
- Ω-3脂肪酸（Omega-3）：少許。[16]

## 經濟利用
它是一種食用魚及經濟魚類，2009年全球產量為130萬噸，是第六大捕獲魚種。其中中國就捕撈了120萬噸的帶魚，其後是韓國、日本和巴基斯坦。

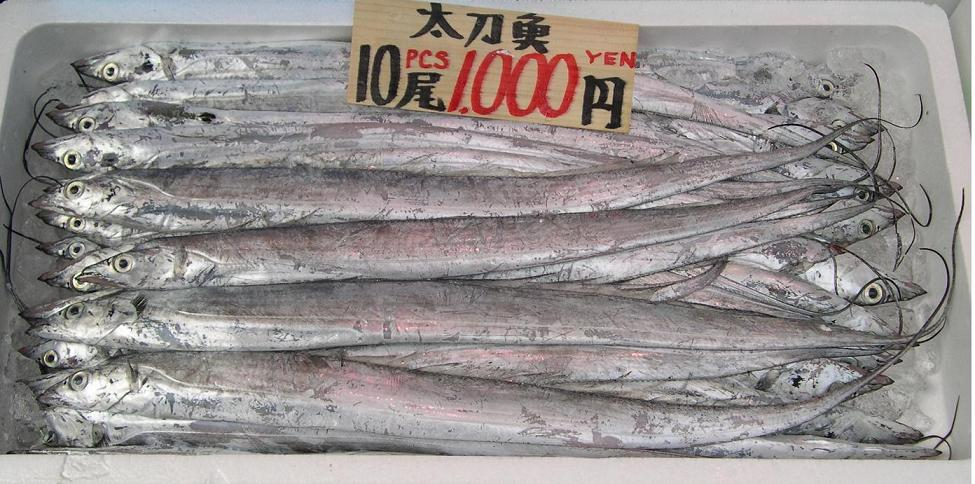
東京魚市上的白帶魚
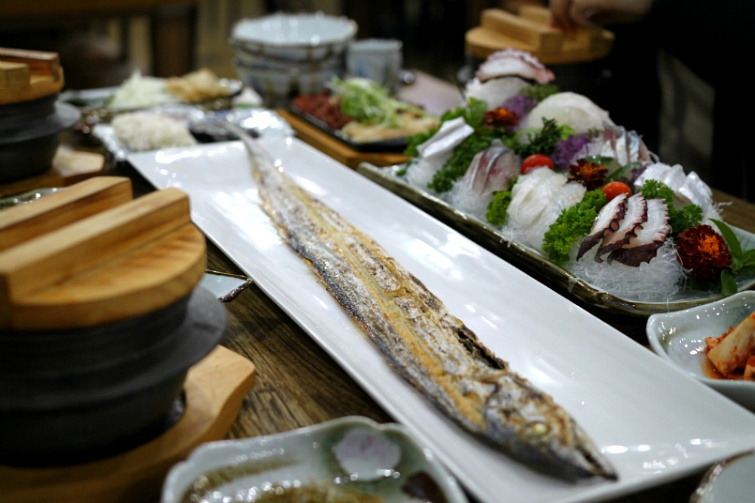
烤带鱼
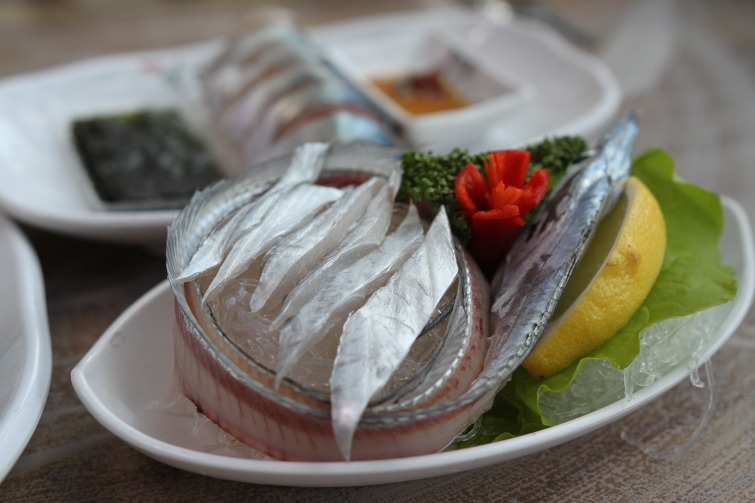
生魚片
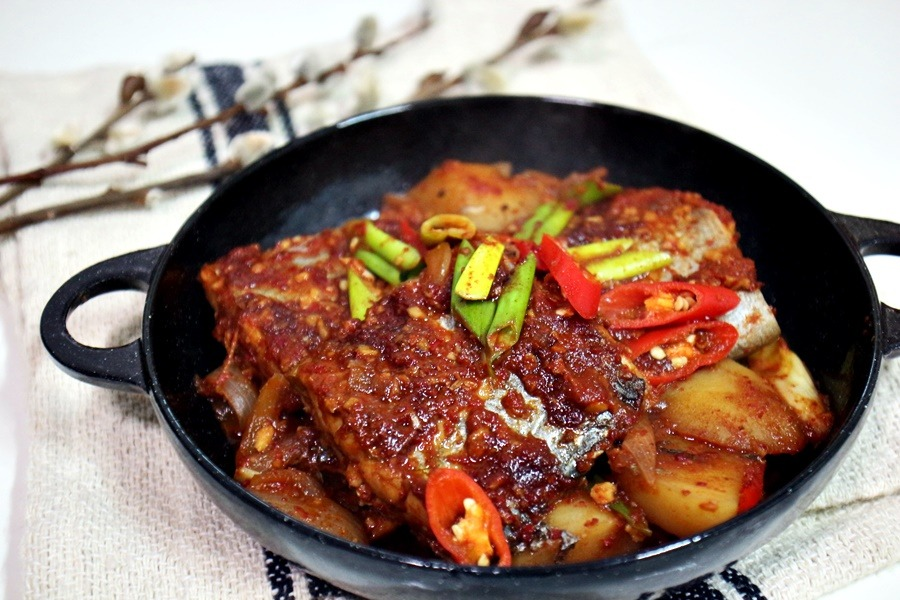
燉帶魚

## 近似種
- 條狀窄顱帶魚，臺灣臺東俗稱「白帶魚」，但同科不同種。[20]